# Cylloceria borealis
Cylloceria borealis là một loài tò vò trong họ Ichneumonidae.